# Шнейдерман, Роман Григорьевич
Роман Григорьевич Шнейдерман (укр. Роман Григорович Шнейдерман; 24 февраля 1947, Днепропетровск — 3 марта 2010, Днепропетровск) — советский футболист, советский и украинский функционер и тренер. Мастер спорта СССР.
Рекордсмен днепропетровского «Днепра» по количеству матчей в национальных чемпионатах СССР (360).

## Биография
Родился 24 февраля 1947 года в Днепропетровске, Украинская ССР.
Начал заниматься футболом в 12-летнем возрасте в группе подготовки днепропетровского «Металлурга», который в 1962 году изменил название на «Днепр». Уже в 1965 году тренеры группы подготовки рекомендовали 18-летнего полузащитника в основной состав днепропетровской команды. Дебютировал в чемпионате СССР 2 августа 1966 года в игре против воронежского «Труда» (победа 2:1).
В 1972 году был избран капитаном команды. Вместе с днепропетровским клубом в 1971 году получил право выступать в высшей лиге, дважды выходил с командой в полуфинал Кубка СССР (1973, 1976). Вместе с командой выиграл первый трофей в истории «Днепра» - Кубок Советского Спорта 1977. Завершил игровую карьеру в 1977 году, после чего вошёл в тренерский штаб «Днепра». На протяжении 12 сезонов сыграл за команду в 360 играх чемпионата, забил 23 гола.
Впоследствии работал футбольным арбитром, возглавлял Федерацию футбола Днепропетровска (1995 - 2010), назначался делегатом ФФУ на матчи чемпионата Украины. Работал старшим тренером в днепропетровском УФК, одним из самых известных воспитанников которого был полузащитник «Днепра», киевского «Динамо» и сборной Украины Руслан Ротань.
Скончался 3 марта 2010 года на 64-м году жизни в Днепропетровске. Похоронен на Запорожском кладбище.

## Достижения

### Командные
«Днепр»
- Победитель Первой Лиги СССР: 1971
- Обладатель Кубка Советского Спорта: 1977

### Личные
- Рекордсмен ФК «Днепр» (Днепропетровск) по количеству сыгранных матчей в чемпионате СССР: 360 матчей.
- Мастер спорта СССР